# Каст, Хосе Антонио
Хосе Антонио Каст Рист (исп. José Antonio Kast Rist; род. 18 января 1966 года) — чилийский юрист и политик, бывший депутат Палаты депутатов Чили от округов Пеньялолен и Ла-Рейна с 2002 по 2018 год. Был членом Независимого демократического союза до 2016 года, затем оставался независимым политиком до 2019 года, когда основал консервативную Республиканскую партию и аналитический центр «Республиканские идеи». Баллотировался в президенты в качестве независимого кандидата на выборах 2017 года. В 2021 году баллотировался на президентских выборах от Христианско-социального фронта, на которых набрал наибольшее (27,91%) число голосов в 1-м туре. Во 2-м туре уступил кандидату от левой коалиции Габриэлю Боричу.
Консервативный и популистский политик, сторонник закона и порядка и свободной рыночной экономики, выступает против абортов, однополых браков и отрицает изменение климата.

## Биография
Родился 18 января 1966 года в Сантьяго. Его родители Майкл Каст Шинделе и Ольга Рист Хагшпиль — выходцы из Баварии. Отец Майкл Каст (1924—2014) был лейтенантом немецкой армии и членом Нацистской партии, который в декабре 1950 года бежал в Чили во время денацификации Германии и поселился в Буине, коммуне в столичном регионе Сантьяго. Мать Каста вместе с его братом и сестрой Барбарой эмигрировала к сыну в Чили через год, в 1951 году. В 1962 году семья основала колбасную фабрику Cecinas Bavaria, на которой семья и сделала бо́льшую часть своего состояния. Всего у родителей Каста было 9 детей. Американский The Intercept пишет, что его отец воспитывал детей, «которые разделяли его ультраправое мировоззрение».
Хосе Антонио Каст — брат Мигеля Каста, экономиста из группы Чикаго-бойз, который при Аугусто Пиночете служил министром труда и президентом Центрального банка Чили. Сын Мигеля Каста, племянник Хосе, Фелипе Каст, сенатор от партии Политическая эволюция.
Каст изучал право в Папском Католическом университете Чили, где он впервые познакомился с Движением гильдистов (Movimiento Gremialista).
Будучи студентом, активно участвовал в кампании национального плебисцита 1988 года, поддержав вариант «Да», чтобы продлить правление Аугусто Пиночета ещё на восемь лет.
В 1990 году основал юридическую фирму. Был директором компании по недвижимости, принадлежавшей его семье в 1990-х годах.

## Политическая карьера
В 1996—2000 годах Каст был членом совета Буина. В 2001 году был избран членом Палаты депутатов Чили от 30-го округа Сан-Бернардо. Служил генеральным секретарём Независимого демократического союза, из которого ушёл в отставку, чтобы баллотироваться в президенты на выборах 2017 года. Будучи в Палате депутатов, Каст заручился поддержкой епископа Сан-Бернардо Хуана Игнасио Гонсалеса Эррасуриса, при этом епископ написал четырёхстраничный документ, инструктирующий прихожан поддержать тех, кто выступает против экстренной контрацепции и однополых браков. Поддержка епископа сыграла важную роль в том, что Каст начал свою политическую карьеру, при этом борьба Каста против контрацепции сыграла важную роль в развитии его поддержки.

### Президентские выборы 2017 года

Эмблема избирательной кампании Каста на выборах 2017 года

18 августа 2017 года Каст официально зарегистрировался как независимый кандидат, представив 43 461 подпись в свою поддержку. Его поддержали, в частности, правые, консервативные, либертарианские и националистические группы и отставные военные. Его программа включала «меньше налогов, меньше правительства, защиту жизни», а также правительственную программу по борьбе с нелегальной иммиграцией. Его поддержка Военной диктатуры Пиночета вызвала много споров во время его предвыборной кампании, особенно его предложение простить осуждённых старше 80 лет, страдающих возрастными заболеваниями, в том числе тех, кто был осужден за нарушения прав человека при правительстве Пиночета. На выборах он получил 523 213 голосов, что составило 7,93 % от общего числа голосов и занял четвёртое место, несмотря на то, что опросы общественного мнения оценивали его поддержку всего в 2-3 %. Во 2-м туре выборов поддержал победившего на выборах Себастьяна Пиньеру.

### Деятельность в 2018—2021 годах
В промежутке между выборами Каст вёл активную политическую деятельность. В рамках международных отношений, он предложил закрыть границу с Боливией, аргументируя это тем, что это поможет бороться с незаконным оборотом наркотиков. В 2018 году призвал правительство разорвать дипломатические отношения с Францией в отместку за убежище, предоставленное бывшему партизану Рикардо Пальма Саламанке.
В марте 2018 года во время тура по чилийским университетам Каст должен был выступить с докладом в Университете Артуро Прат в Икике, но подвергся физическому насилию со стороны протестующих против его политических взглядов. Он также заявлял о цензуре со стороны Университета Консепсьона и Южного университета Чили. На всеобщих выборах в Бразилии в 2018 году поддержал Жаира Болсонару.

Эмблема Республиканской партии, основанной Кастом в 2019 году.

В апреле 2018 года основал правое политическое движение под названием «Республиканское действие». В мае 2019 года создал аналитический центр «Республиканские идеи», а в июне 2019 года создал Республиканскую партию. Выступал против демонстраций, которые имели место во время чилийских протестов 2019 года, заявив, что они были актами насилия, организованными террористами, а не частью общественного движения. Поскольку общественное одобрение протестов снизилось, Каст смог заручиться поддержкой чилийцев, которые выступали против насилия, наблюдавшегося во время протестов. Во время чилийского конституционного референдума 2020 года по поводу изменения Конституции Чили выступал одним из основных сторонников и участников кампании за вариант «Отклонить», который получил лишь 21,72 % голосов.
В сентябре 2019 года Каста обвинили в том, что он не декларировал суммы денег, переведённые компаниям в Панаме. Каст признал существование этих компаний, но отрицал, что они принадлежат ему, заявив, что они принадлежат его брату Кристиану, и защищал право людей вкладывать деньги за границей.
На выборах в Учредительное собрание в Чили в 2021 году заключил политический пакт с правоцентристской коалицией Чили, вперёд! о создании общего списка кандидатов на выборах под названием Вперёд за Чили. Список получил 20,6 % голосов и завоевал 37 из 155 членов Учредительного собрания. Каст предложил в члены собрания одного из основных кандидатов пакта, Терезу Маринович, политические взгляды которой совпадают с его, но которая не принимается частью правоцентристов, хотя Маринович победила с высоким процентом голосов, что благодаря принятой в Чили избирательной системе, использующей при распределении мест метод Д’Ондта способствовало включению в состав собрания многих других кандидатов от коалиции.

### Президентские выборы 2021 года

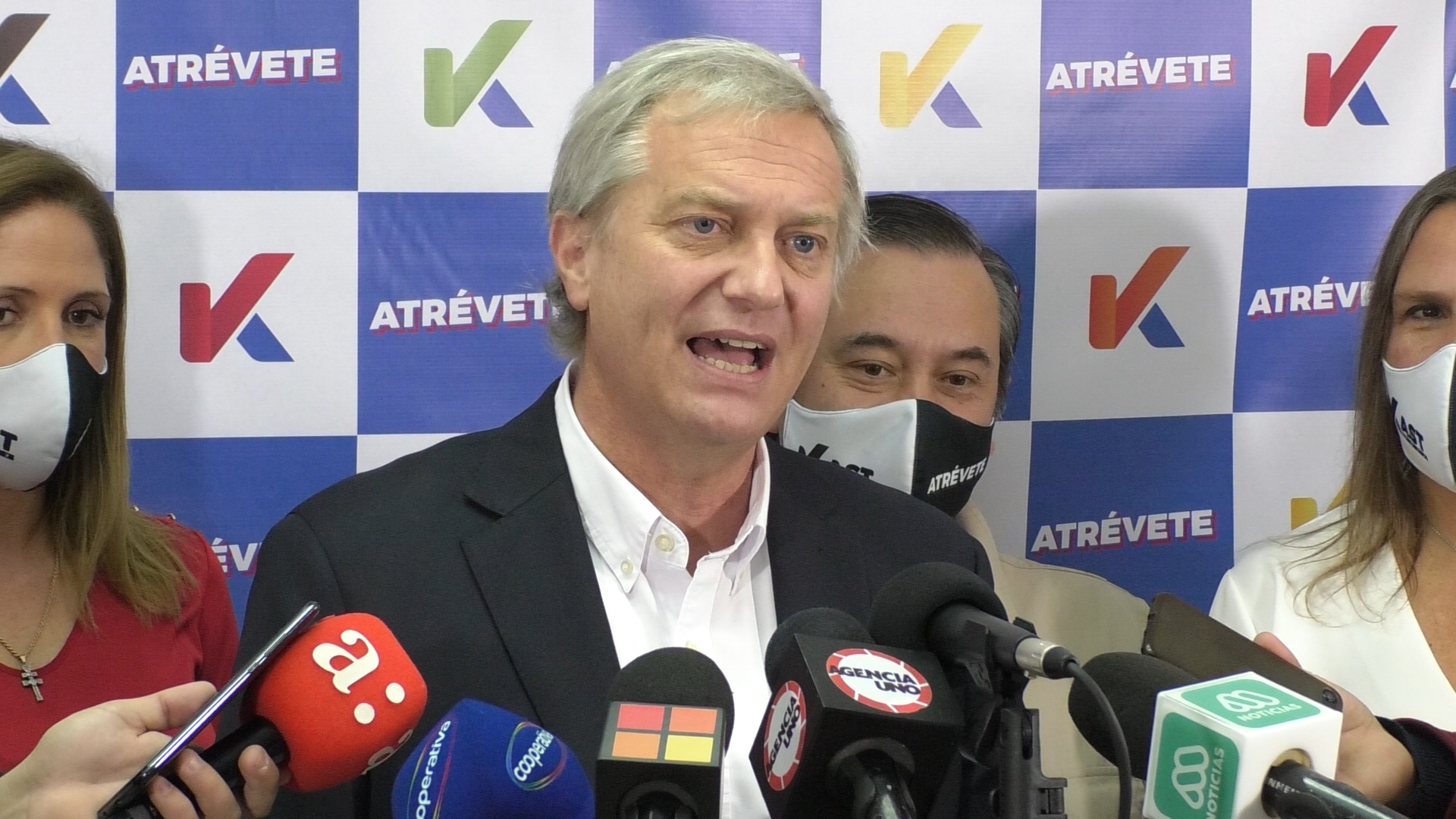
Каст во время предвыборной кампании 2021 года

Баллотировался на пост президента на всеобщих выборах 2021 года от своей Республиканской партии вместе с кандидатами в Палату депутатов и Сенат. Каст сформировал коалиционный Христианский социальный фронт вместе с небольшой Христианской консервативной партией.
Во время предвыборной кампании высказывался за помилование бывших чиновников Пиночета «преклонного возраста», что, по-существу, распространилось бы на них всех. Предложил запретить аборты, упразднить Министерство по делам женщин и гендерного равенства, исключить Чили из Совета ООН по правам человека и построить больше тюрем.
Во время своей кампании Каст использовал лозунг «Сделаем Чили великой страной», который сравнивали с лозунгом экс-президента США Дональда Трампа и многих его сторонников «Вернём Америке былое величие» (Make America Great Again). Каст не участвовал в президентских праймериз в «Чили, вперед!», на которых победил Себастьян Сихель, который считался основным кандидатом правого толка в опросах в начале выборов. Однако после первых дебатов на телевидении Каст начал обгонять Сихеля и стал ведущим кандидатом правого спектра. В результате Каст получил наибольшее количество голосов в 1-м туре выборов (27,9 %) и прошёл во 2-й тур вместе со вторым кандидатом Габриэлем Боричем, получившим 25,8 % голосов.
После успеха в 1-м туре Каст получил поддержку большинства правых групп Чили, включая президента Себастьяна Пиньеру. На международном уровне он проявил солидарность с другими правыми фигурами, подписав Мадридскую хартию — документ, осуждающий левые группы в Иберо-Америке, составленный испанской ультраправой партией «Голос» — наряду с другими международными подписантами, включая таких как Рафаэль Лопес Алиага из Перу, Хавьер Милей из Аргентины и Эдуарду Болсонару из Бразилии, сын президента Жаира Болсонару. 30 ноября 2021 года Каст начал устанавливать международные связи во время своей кампании, встречаясь в Вашингтоне с сенатором-республиканцем Марко Рубио, послом Чили в Организации американских государств и руководителями американских предприятий, инвестировавших в Чили, в том числе Марией Паулиной Урибе (PepsiCo) и Джоэлем Веласко (UnitedHealth Group).
Во 2-м туре проиграл кандидату от левой коалиции Габриэлю Боричу.
Хосе Антонио Каст признал своё поражение на выборах и поздравил Габриэля Борича с победой, выразив надежду на политическое сотрудничество.

## Политические взгляды
Каста описывают как ультраправого политика и сторонника бывшего диктатора Аугусто Пиночета. Он призывал к «твёрдой руке» для управления Чили и был обвинён в поддержке авторитаризма и ксенофобии, что он отрицает. Консерватор, поддерживает политику закона и порядка и свободной рыночной экономики, говоря, что выборы 2021 года были выбором «между свободой и коммунизмом — между демократией и коммунизмом». Каст занимает правую популистскую позицию, он выступает против нелегальной иммиграции, абортов и однополых браков в Чили, поддерживая социальные пособия только для замужних женщин. Поддерживает приоритетное наследие европейских чилийцев. Отрицает влияние человека на изменение климата, что противоречит консенсусу научного сообщества. По манере его публичных выступлений и консерватизму Каста сравнивают с президентом Бразилии Жаиром Болсонару. Поддержку Кастом строительства рва вдоль границы Чили и Боливии для сокращения нелегальной иммиграции сравнивают с поддержкой бывшим президентом США Дональдом Трампом стены вдоль границы между США и Мексикой.